# Selkäsaari (ö i Södra Savolax, S:t Michel, lat 61,85, long 27,19)
Selkäsaari är en ö i Finland. Den ligger i sjön Ihastjärvi och i kommunen Sankt Michel i den ekonomiska regionen  S:t Michel och landskapet Södra Savolax, i den södra delen av landet, 220 km nordost om huvudstaden Helsingfors. Öns area är 0,2 hektar och dess största längd är 100 meter i nord-sydlig riktning.